# Таргонський Олексій Олександрович
Олексій Олександрович Таргонський (нар. 11 квітня 1970, Київ, УРСР) — радянський та український футболіст, універсал. Зіграв 2 матчі у Вищій лізі України.

## Життєпис
Народився в Києві. Закінчив Сумський педагогічний інститут. Футбольну кар'єру розпочав 1991 році в сумському «Автомобілісті», який виступав у Другій нижчій лізі СРСР. Наступного року взяв участь у першому розіграші чемпіонату України серед команд Першої ліги, в якій дебютував 14 березня 1992 року в програному (0:3) виїзному поєдинку 1-о туру підгрупи 1 проти алчевської «Сталі». Олексій вийшов на поле в стартовому складі та відіграв увесь матч. Дебютним голом у професіональній кар'єрі відзначився 26 квітня 1992 року на 4-й хвилині переможного (1:0) домашнього поєдинку 12-о туру підгрупи 1 Першої ліги проти хмельницького «Поділля». Таргонський вийшов на поле в стартовому складі та відіграв увесь матч. У сумському колективі відіграв три з половиною сезони, за цей час у чемпіонатах СРСР та України зіграв 74 матчі, в яких відзначився 7-а голами, ще 3 матчі провів у кубку України.
Під час зимової перерви сезону 1993/94 років перейшов в охтриський «Нафтовик», який виступав у Першій лізі України. По ходу зимової перерви сезону 1996/97 років перебрався в «Металіст», якому в сезоні 1997/98 років допоміг виграти бронзові нагороди Першої ліги України. У Вищій лізі України дебютував 11 липня 1998 року в програному (1:6) домашньому поєдинку 2-о туру проти київського «Динамо». Олександр вийшов на поле в стартовому складі та відіграв увесь матч.
На початку 1999 року виїхав до сусідньої Польщі, де підписав контракт з плоцькою «Петрохімією». Другу половину року провів в іншому польському клубі, «Світ» (Новий-Двір-Мазовецький). На початку 2000 року повернувся в Україну, де підсилив «Явір-Суми». Наступного року сумський колектив повернувся до історичної назви «Спартак». У 2001 році повернувся до «Нафтовика», у футболці якого провів ще півтора сезони. Під час зимової перерви сезону 2002/03 років закінчив кар'єру футболіста.
По завершенні кар'єри професіонального футболіста перейшов у харківський «Металіст». З 2005 по 2008 рік працював старшим адміністратором харківського клубу, а з січня 2009 року займав посаду начальника команди «Металіст» (Харків).
Одружений, виховує двох доньок.